# Wólka-Przekory
Wólka-Przekory – wieś w Polsce położona w województwie mazowieckim, w powiecie wyszkowskim, w gminie Rząśnik. Ma status sołectwa.
| SIMC    | Nazwa    | Rodzaj     |
| ------- | -------- | ---------- |
| 0519305 | Placusin | przysiółek |

W latach 1975–1998 miejscowość administracyjnie należała do województwa ostrołęckiego.
Obok miejscowości przepływa niewielka rzeka Prut, dopływ Narwi.